# Округ Џонсон (Канзас)
Округ Џонсон (енгл. Johnson County) је округ у америчкој савезној држави Канзас. По попису из 2010. године број становника је 544.179. Седиште округа је град Олејте.

## Демографија
Према попису становништва из 2010. у округу је живело 544.179 становника, што је 93.093 (20,6%) становника више него 2000. године.
| Група             | 2000.           | 2010.           |
| Белци             | 401.428 (89,0%) | 446.044 (82,0%) |
| Афроамериканци    | 11.780 (2,6%)   | 23.636 (4,3%)   |
| Азијати           | 12.768 (2,8%)   | 22.743 (4,2%)   |
| Хиспаноамериканци | 17.957 (4,0%)   | 38.949 (7,2%)   |
| Укупно            | 451.086         | 544.179         |